# Liz Lands
Elizabeth „Liz“ Lands (* 11. Februar 1939 auf Sea Island, Georgia, Vereinigte Staaten; † 11. Januar 2013 in Atlanta) war eine US-amerikanische Soul-Sängerin, die Mitte der 1960er Jahre bei Motown unter Vertrag war. 

## Biografie
Elizabeth „Liz“ Lands wurde im US-Bundesstaat Georgia geboren, wuchs aber in New York City auf. Später ging sie nach Detroit, wo sie der Southern Christian Leadership Conference beitrat. 1959 brachte sie als Elizabeth Lands bei Mercury Records ein Jazz- und Blues-Album mit dem Titel Untamed! heraus.
Bei einem Benefizkonzert für Martin Luther King, wo Lands die Show für Harry Belafonte eröffnete, wurde sie von Berry Gordy entdeckt. Gordy brachte sie zunächst bei Divinity Records, einem kurzlebigen Gospelableger von Motown unter, wo im September 1963 eine Coverversion des Protestlieds We Shall Overcome mit Trouble in This Land als B-Seite als „Liz Lands & the Voices of Salvation“ als ihre erste Single mit der Katalognummer Divinity 99008 erscheinen sollte. Diese Veröffentlichung wurde jedoch in letzter Minute gestrichen. 
Stattdessen wurde Lands zu Gordy Records, einem weiteren Tochterlabel, transferiert. Hier kam schließlich im Dezember 1963 ihre von Berry Gordy produzierte Debütsingle May What He Lived For Live heraus, ein Tribut für den im Vormonat ermordeten US-Präsidenten John F. Kennedy. Gordy hatte das Stück zusammen mit seiner Schwester Esther Gordy Edwards sowie Stepin Fetchit komponiert, der auf dem Single-Label unter dem Pseudonym „W. A. Bisson“ aufgeführt wird. Pressungen der Single wurden unter den Delegierten der Democratic National Convention von 1964 verteilt. Liz Lands sang das Lied zudem 1968 bei der Beerdigung von Martin Luther King.
Im März 1964 erschien ihre zweite Single, Midnight Johnny, erneut von Gordy geschrieben und produziert. Die Temptations tragen auf der Aufnahme Begleitgesang bei. Etwa im gleichen Zeitraum war Lands im Background-Chor von Oh Little Boy (What Did You Do to Me) zu hören, der B-Seite des Nr.1-Hits My Guy von Mary Wells. 
1965 verließ sie Motown und gründete mit ihrem Ehemann, dem R&B-Sänger Tommy Brown ein eigenes Plattenlabel, T&L Records (das T stand für Tommy und das L für Liz). Hier erschienen bis 1967 einige weitere Singles. Im April 1967 kam zudem bei dem Chicagoer Plattenlabel One-derful Records die Single One Man's Poison heraus. 
Nach dem Tod von Martin Luther King im April 1968 brachte Motown seine berühmtgewordene Rede I Have a Dream vom 28. August 1963 als Single mit der Katalognummer Gordy 7023 heraus. Die B-Seite war Liz Lands` ebenfalls 1963 aufgenommene Version von We Shall Overcome. 
In den frühen 1980er Jahren sang Lands auf einigen Alben von Hamilton Bohannon. 1990 konnte sie der britische DJ, Produzent und Songwriter Ian Levine für sein Label Motorcity Records gewinnen, auf dem er ehemalige Motown-Künstler produzierte. Dort erschien 1990 die Disco-Single Starting All Over Again. 
Liz Lands starb am 11. Januar 2013 in Atlanta im Alter von 73 Jahren.
Im Jahr 2018 erschien ihr 1964 für Motown aufgenommener, bis dahin unveröffentlicht gebliebener Song It's Crazy Baby auf Baby I've Got It: More Motown Girls, der dritten Ausgabe einer Compilation-CD-Serie mit weniger bekannten oder bisher unveröffentlichten Stücken weiblicher Motown-Künstler aus den 1960er Jahren.

## Diskografie

### Studioalben
- 1959: Untamed! (Mercury SR 60108) – als Elizabeth Lands

### Singles
- 1963: "May What He Lived For Live" / "He's Got the Whole World in His Hands" (Gordy 7026)
- 1964: "Midnight Johnny" / "Keep Me" (Gordy 7030)
- 1965: "Echo in the Background (of My Broken Heart)" / "Qualify For My Love" (T&L Records 45-1001)
- 1965: "Let It Be Me" / "Cotton Field" (T&L Records 45-1002)
- 1967: "Silent Night (Part 1)" / "Silent Night (Part 2)" (T&L Records 201) – mit dem Paul Mitchell Trio
- 1967: "Come in the Room" / "Somebody Bigger Than You and I" (T&L Records 45-50)
- 1967: "One Man's Poison" / "Don't Shut Me Out" (One-derful 4847)
- 1968: "I Have a Dream" / "We Shall Overcome" (Gordy 7023) – mit Martin Luther King und The Voices of Salvation
- 1981: "Have a Good Day (Part II)" / "God Is Love" (Phase II Records Ltd. WS8 02124) – als Lizz
- 1990: "Starting All Over Again" / "Starting All Over Again (Instrumental)" (Motorcity Records MOTC 28)